# ゲイリー・バサラバ
ゲイリー・バサラバ（1959年3月16日 - ）は、アメリカの警察官を演じることで最もよく知られているカナダ系アメリカ人俳優。

## 来歴
スティーブン・ボチコ監督の『ブルックリン74分署』にリチャード・サントロ巡査部長、高い評価を受けながらも短命に終わった『Boomtown』ではレイ・ヘックラー巡査として出演した。また、映画『運命の女』では、ダイアン・レインのフランス人の恋人の失踪を捜査する警官役を演じている。
警察ドラマ『Boomtown』の第1シーズンのDVDコメンタリーによると、彼はシリーズの中でほとんどの運転スタントを行い、警察の手順を正確に描写するようにしたとのことであった。

## フィルモグラフィー
1987年、カルトシリーズTV『特捜刑事マイアミ・バイス』のエピソード「Duty and Honor」（3x15）に出演。
1994年には『ミセス・パーカー/ジャズエイジの華』で、20世紀で最も偉大なアメリカ人ジャーナリストの一人であるヘイウッド・ブルーンを演じた。また、『フライド・グリーン・トマト』では、保安官グラディ・キルゴアを演じた。また、『最後の誘惑』では聖アンドレを演じ、『Sweet Dreams』にも出演した。
2001年には、『Recipe for Murder』で主役を務めた 。
バサラバは、『One Magic Christmas』でメアリー・スティーンバージェンの相手役として父親のジャック・グレインジャーを演じ、リメイク版『シャーロットのおくりもの』ではホーマー・ザッカーマンを演じた。2007年からは、カナダのテレビシリーズ『Mixed Blessings』に出演している。
また、『Law & Order』シリーズにも3回出演しており、オリジナルシリーズのエピソード「Point of View」ではバーテンダーとして、2004年の『Law & Order』のエピソード「The Brotherhood」では矯正官として、『LAW & ORDER:性犯罪特捜班』のエピソード「Parasites」では行方不明になった女性の夫として登場している。
2010年には、CBSの警察手続きドラマ『ブルーブラッド ～NYPD家族の絆～』の第1シーズン第10話「After Hours」で、ジミー・バーク役を演じた。
また、テレビシリーズ『マッドメン』では、ハーブ・レンネット役を演じた 。
実写/CGファミリー映画『スマーフ』で、ヘフティ・スマーフの声を担当した  。2015年、『The Leftovers』のエピソードでニール役を演じ、2016年、『ザ・コンサルタント』でドン役を演じた。
マーティン・スコセッシ監督の2019年の大作犯罪映画『アイリッシュマン』では、1967年から1971年まで国際チームスターズ同胞団の会長代理、1971年から1981年まで会長を務めたフランク・"フィッツ"・フィッツシモンズを演じた。同監督の2023年の犯罪映画『キラーズ・オブ・ザ・フラワー・ムーン』ではウィリアム・J・バーンズを演じる。